# Квол тигровий
Квол тигровий (Dasyurus maculatus) — представник родини Хижі сумчасті. Інші назви — плямохвістий квол, плямистий квол, тигрова кішка. Є два підвиди.

## Опис
Вперше опис тигрового квола був наданий у 1792 році. Це найбільший з кволів. Розміри підвидів різняться. Так, самці Dasyurus maculatus maculatus мають довжину тулуба — до 93 см, вагу 3,5 кг, а самиці довжину тулуба — до 82 см 1,8 кг, а самці Dasyurus maculatus gracilis мають довжину тулуба — 90,1 см, важать 1,6 кг, а їх самки в довжину — до 74,5 см, з вагою — 1,5 кг. Хвіст в середньому дорівнює — 50 см він укритий рівномірно білими плямами. Має розвинутий великий палець, стислі подушечки ступнів. У тигрового квола гостробургачті корінні зуби.

## Спосіб життя
Живе у лісистих вологих місцевостях поблизу морського узбережжя, особливо в евкаліптових заростях. Полюбляє відпочивати на деревах. Влаштовує берлоги, підземні нори, печери в тріщинах скель, дуплах дерев, порожніх колодах, навіть у будинках або сараях. Веде нічний спосіб життя.
Тигровий квол це небезпечний хижак — він харчується комахами, ящірками, птахами, падемелонами, чаплями, дрібними ссавцями, невеличкими рептиліями, посумовими, молодими валабі.
Статевозрілими тигрові кволи стають, коли їм виповнюється 1 рік. Спарювання відбувається у червні-липні, вагітність триває 21 день. Самиця народжує 4—6 дитинчат. Після 18 місяців молоді кволи ведуть самостійне життя.

## Розповсюдження
Штати Квінсленд, Новий Південний Уельс, Вікторія (Австралія), деякі райони Південної Австралії, острів Тасманія.
У Південній Австралії плямистого квола вважали вимерлим, тому що протягом останніх 130 років його ніхто не бачив. Проте, за повідомленням співробітників національного парку National Parks and Wildlife Service (NPWS), 27 вересня 2023 року, фермер в Бічпорті (Південна Австралія) піймав плямистого квола, який ласував його свійськими птахами.